# Paradestolmia
Paradestolmia is een geslacht van vlinders van de familie tandvlinders (Notodontidae).

## Soorten
- P. nigrolinea Lucas, 1895
- P. spirucha Turner, 1903